# La Reine de la station service
Pour plus de détails, voir Fiche technique et Distribution.
La Reine de la station service (Королева бензоколонки, Koroleva benzokolonki) est un film ukrainian réalisé par Olexii Michourine et Mykola Litous, sorti en 1962.

## Fiche technique
- Titre original : Королева бензоколонки
- Titre français : La Reine de la station service[1]
- Réalisation : Olexii Michourine, Mykola Litous
- Scénario : Petro Loubenskyy
- Photographie : Mykhaïlo Ivanov, Olexandr Pichtchikov
- Musique : Yevhen Zoubtsov
- Pays d'origine : URSS
- Format : Couleur
- Genre : comédie
- Durée : 78 minutes
- Date de sortie : 1962

## Distribution
- Nadejda Roumiantseva : Lioudmila Dobryvetcher
- Andriy Sova : Panas Petrovitch
- Alexeï Kojevnikov : Taras Chpitchka
- Nonna Koperjynska : Rogneda Karpovna
- Youri Belov : Slavka Kochevoï
- Vladimir Belokourov : Alexandre Medved
- Sergueï Blinnikov : Babi
- Viktor Miahkyy : Borchtch
- Mykola Iakovtchenko : Lopata